# Santuario di Nostra Signora di Bétharram
Il santuario di Nostra Signora di Bétharram è un santuario mariano sito nel comune di Lestelle-Bétharram in Francia, nel dipartimento dei Pirenei Atlantici.

## Storia

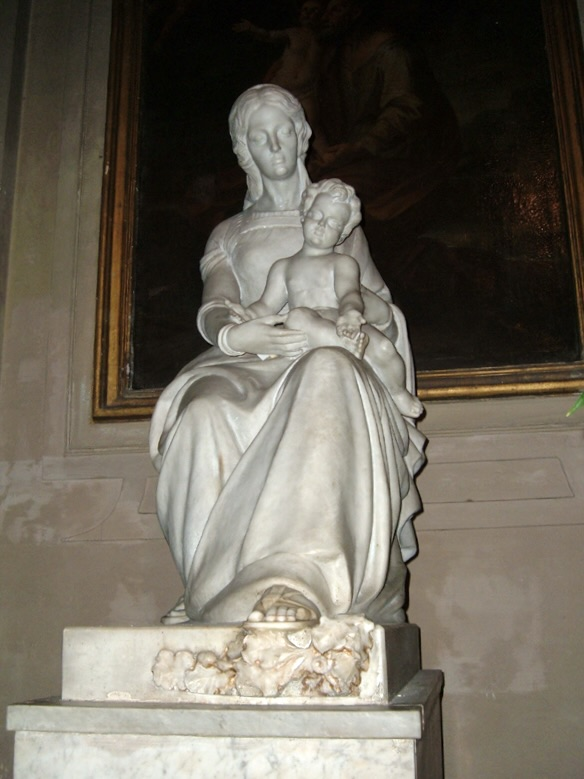
La statua della Vergine di Bétharram conservata nella chiesa di Santa Maria dei Miracoli a Roma

Secondo alcuni autori, le origini del santuario di Bétharram risalgono all'XI secolo, quando, sotto l'impulso di san Bernardo, ovunque in Europa sorsero centri di devozione e di fede mariana. I crociati, che ritornavano dalla guerra contro i Mori in Spagna, si inginocchiavano ai piedi della Madonna per ringraziarla dei successi ottenuti e per farle omaggio del ricco bottino di guerra. Bétharram divenne inoltre una delle tappe principali dei pellegrini che dalla Francia e dall'Europa intera muovevano verso il santuario di Compostela in Spagna. Il nome appare, nella sua forma di Gataram per la prima volta nel 1493.
La tradizione popolare ha attribuito al santuario diversi miracoli che, al di là della loro autenticità storica, attestano comunque una verità di fondo: Bétharram era un luogo considerato tradizionalmente sacro, che ha visto accrescere la fede e la devozione mariana. Sempre più numerosi erano i pellegrini che giungevano a Bétharram per pregare ed invocare la protezione della Vergine Maria. Fu idea di un prete architetto, don Hubert Charpentier (1565-1650), di creare un ospizio per i pellegrini ed una casa per i cappellani che prestavano il loro servizio nel santuario e facevano opera missionaria in tutta la regione. La cappella primitiva fu così ingrandita, sorse un vero e proprio santuario ed il monastero, che dava alloggio alla Congregazione dei cappellani di Bétharram; inoltre il Charpentier ebbe l'idea di realizzare una Via Crucis monumentale lungo i fianchi della collina accanto al Santuario.
L'insieme di queste opere fece del santuario di Bétharram uno dei più visitati di tutta la Francia, tanto che i secoli XVII-XVIII rappresentano l'epoca d'oro di Bétharram. Nel 1659 san Vincenzo de Paoli arrivava a dire che quello di Bétharram era il terzo santuario più frequentato di tutto il regno di Francia. Ma l'ondata di pellegrini subì un brusco arresto con la fine del XVIII secolo. La rivoluzione francese infatti si abbatterà come un uragano distruggendo le opere, confiscando i beni, sciogliendo la Congregazione dei cappellani. Solo il santuario, grazie al buon senso di qualche rivoluzionario locale, fu risparmiato dalla distruzione.
Nel XIX secolo il santuario divenne il centro da cui ebbe inizio la Congregazione fondata da san Michel Garicoïts, i preti del Sacro Cuore di Gesù di Bétharram. La regione è particolarmente legata ad apparizioni mariane: infatti ad una quindicina di chilometri da Lestelle sorge Lourdes, oggi il più importante centro mariano mondiale.

## La tradizione

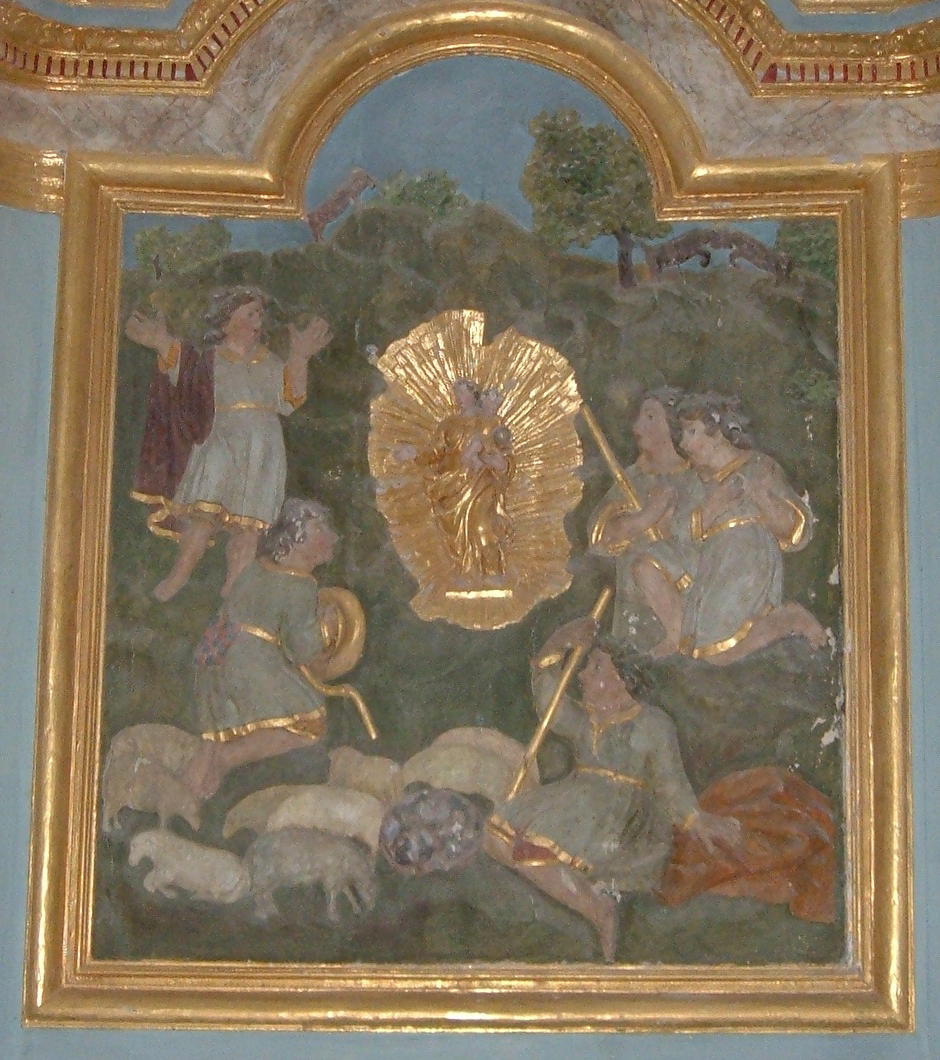
Opera in stucco con la raffigurazione del primo miracolo attribuito alla Vergine di Bétharram.

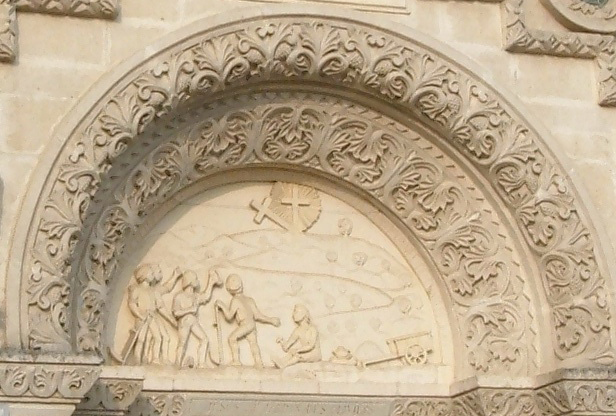
Il secondo miracolo di Bétharram (lunetta della prima cappella della Via Crucis)

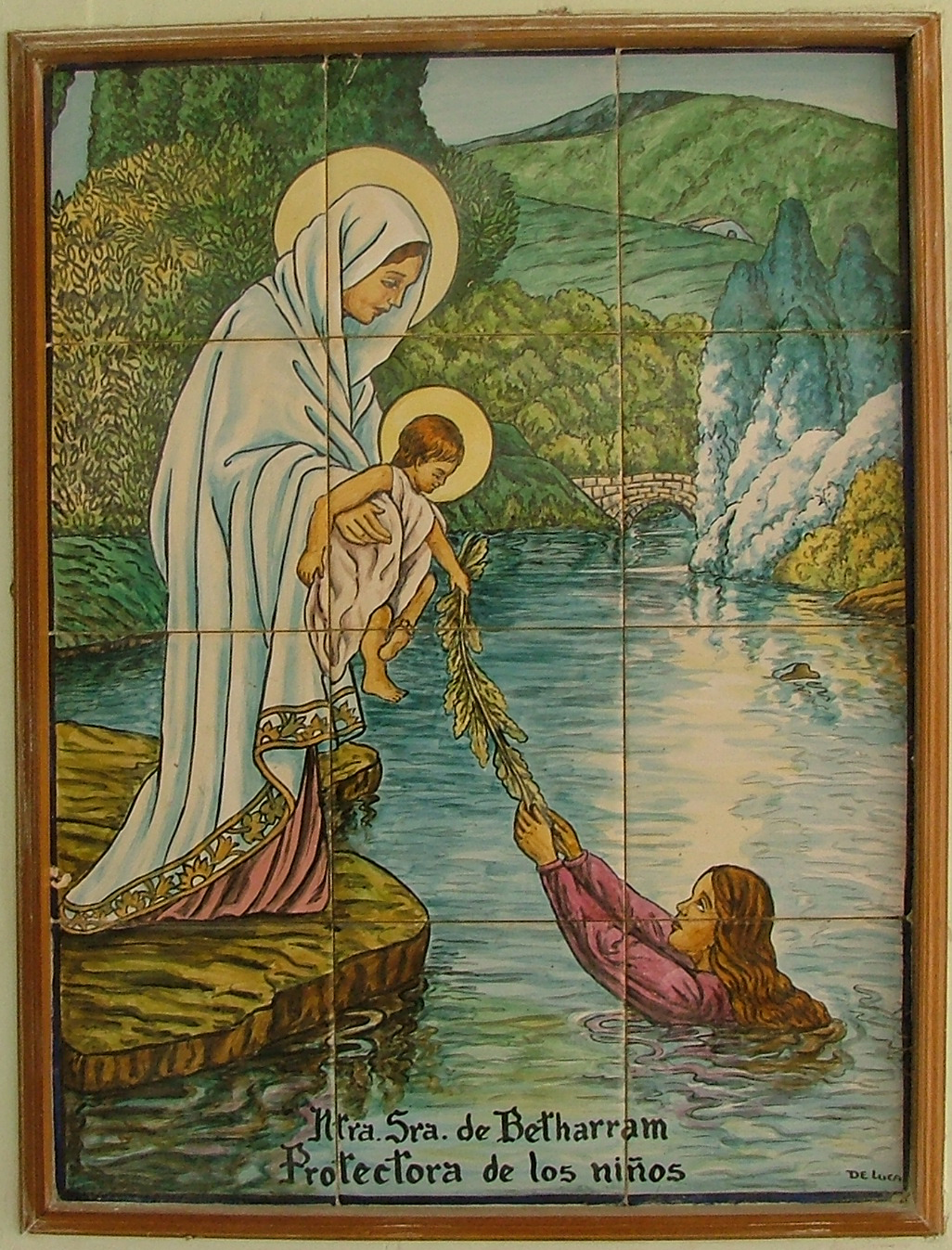
Il terzo miracolo in una composizione di formelle di ceramica

Attorno a questo luogo la tradizione popolare attesta la presenza di tre diversi miracoli attribuiti alla Vergine Maria.

### Primo miracolo
Un giorno alcuni pastori conducevano al pascolo il loro gregge sulle rive del Gave quando improvvisamente la loro attenzione fu attratta da una luce che proveniva da alcune rocce in riva al fiume. Accorsi sul posto, si trovarono dinanzi ad una immagine della Vergine Maria. Avvisati della scoperta gli abitanti di Lestelle, si decise di costruire una piccola cappella a ricordo. Poiché il luogo del ritrovamento fu ritenuto non adatto ad una costruzione, i pastori edificarono la cappella sulla sponda opposta del Gave, ma non vi riuscirono. Ogni volta infatti che cercavano di alloggiarvi l'immagine della Madonna, questa, miracolosamente, ritornava sull'altra riva del Gave. I pastori allora capirono che Maria voleva una cappella sul luogo esatto del ritrovamento dell'immagine. Fu così che, secondo la tradizione popolare, sorse il primo capitello votivo mariano di Bétharram.

### Secondo miracolo
Il secondo miracolo risale al 1616. Alcuni contadini del villaggio di Montaut (vicino a Lestelle) stavano riposandosi dopo una lunga giornata di lavoro nei campi, quando all'improvviso si alzò un vento impetuoso che investì con violenza la collina che sovrasta Bétharram, sulla quale gli abitanti del luogo avevano piantato una grande croce di legno. La violenza del vento fu tale che la croce fu in poco tempo abbattuta. Ma i contadini non ebbero nemmeno il tempo di accorgersi di quello che stava accadendo, perché, pochi istanti dopo essere crollata al suolo, videro la croce alzarsi da sola e circondarsi di una aureola di luce. Sparsa la notizia, nei giorni seguenti una immensa folla di cristiani si recò in processione al santuario di Bétharram per ringraziare Dio dei miracoli compiuti in suo favore.

### Terzo miracolo
Infine il terzo miracolo, che ha la sua importanza poiché che ha dato il nome a Bétharram. Una fanciulla, attratta da un fiore particolarmente bello sbocciato sulla sponda del fiume Gave, per coglierlo si sporse in avanti e cadde nelle acque vorticose. Le onde stavano per sommergerla quando ella invocò disperatamente la Madonna che si venerava nel Santuario e, all'improvviso, vide davanti a sé un ramo che misteriosamente le veniva teso perché vi si aggrappasse. Così fece e fu salva. Volle quindi donare alla Vergine, in segno di gratitudine, un bel ramo d'oro e così da allora in quel santuario la Madonna fu venerata come la "Vergine di Bétharram". Infatti "Bétharram" nel dialetto locale significa "Bel Ramo".

### Altri miracoli
A questi tre miracoli, attestati anche da autori antichi, la tradizione popolare ne ha aggiunti altri, a volte molto simili tra loro. Uno di questi ce lo riferisce la stessa santa Bernadette Soubirous. Molto contrariata per la forte curiosità che suscitava, la santa un giorno esclamò: "Perché cercate a tutti i costi di vedermi? cosa ho di più degli altri? Il buon Dio si è servito di me così come si è servito dei buoi di Bétharram". Bernadette fa riferimento ad una tradizione secondo la quale alcuni buoi, allontanatisi dal pascolo, furono ritrovati sui bordi del Gave a scavare la terra dalla quale affiorava una statua della Madonna.

## Arte e architettura
L'attuale santuario è suddiviso in due ambienti sacri: la chapelle Notre-Dame (la chiesa Nostra Signora) che corrisponde all'antico santuario del XVII secolo; e la chapelle Saint Michel Garicoïts (la chiesa dedicata a san Michele Garicoïts), costruita nel XX secolo in occasione della beatificazione del fondatore della congregazione dei Preti del Sacro Cuore di Gesù di Bétharram.

### La cappellaNotre-Dame

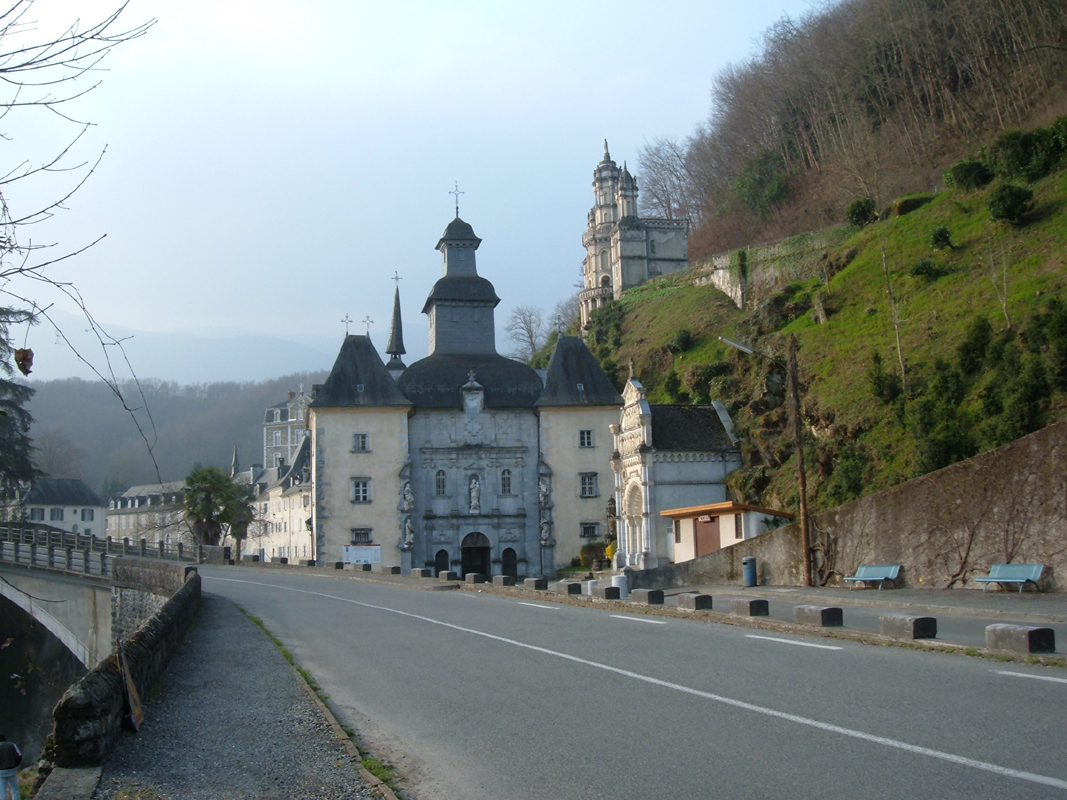
Cappella di Nostra Signora di Bétharram (Notre-Dame de Bétharram)

Si tratta di un edificio di culto con facciata di marmo grigio a tre ordini sovrapposti, ai cui lati si ergono due torri rettangolari con coperture trapezoidali sulle cui linee di colmo si ergono due croci. Al centro si trova un ampio portale ai cui lati si aprono due porte laterali minori. Nel primo ordine superiore una nicchia centrale dai contorni leggermente sporgenti contiene una statua della Vergine, con ai lati due finestrature simmetriche mentre fra la facciata della Cappella vera e propria e le torri vi sono quattro statue, due per lato e sovrapposte, a rappresentare i quattro evangelisti; tutte le statue sono in marmo bianco. L'ordine superiore contiene motivi decorativi ed al centro emerge, dalla parte bassa della copertura, un orologio. La copertura è costituita da un tetto in ardesia a conchiglia dal quale emerge un campanile a due torri sovrapposte, la più alta interna all'altra, con copertura a conchiglia sempre in ardesia, il tutto in stile bearnese.
L'interno è a tre navate. Al fondo di quella centrale spicca l'altar maggiore sopra il quale, al centro, sporge la statua della Vergine con il Bambino, opera dello scultore Alessandro Renoir, attorno alla quale compaiono le statue di Sant'Anna e San Gioacchino (sinistra) e Santa Elisabetta e san Zaccaria (destra). Ancora otto grandi quadri descrivono l'infanzia di Gesù.
Due altari risalenti alla prima metà del XVII secolo sono decorati da sculture rappresentanti l'apparizione ai pastorelli della statua miracolosa in uno e nell'altro la Vergine e la sua famiglia.
All'ingresso una statua in legno del XVIII secolo rappresenta Cristo alla colonna: la scultura lignea fu l'unica che scampò alla furia iconoclasta della Rivoluzione francese.
Vi sono poi due statue della Madonna antecedenti quella di Renoir. La più antica, in legno policromo del XIII secolo, rappresenta la Vergine che allatta Gesù. Sulle vetrate, presenti solo sul lato del fiume (Gave de Pau) è narrata la storia di Betharram.

### La cappellaMichel Garicoïts
Essa fu costruita dall'architetto Gabriel Andral agli inizi del XX secolo per la beatificazione di Michele Garicoïts nel 1922, occupando lo spazio che separava l'antico santuario dal monastero. A pianta circolare, è dominata dall'altare maggiore in marmo rosso ove, in un'urna di bronzo, sono conservati i resti delle spoglie del santo, con il volto e le mani in cera. Lateralmente la cappella è percorsa da una balconata con ringhiera in ferro battuto: in questa sono raffigurate le virtù riconosciute dalla Chiesa al nuovo santo, ossia la Fortezza, l'Umiltà, la Dolcezza, la Temperanza, la Prudenza, la Carità e la Speranza. Nella cupola è inserita una vetrata con la raffigurazione della Gloria di San Michele Garicoïts, ove il santo è presentato da Michele arcangelo alla Vergine di Bétharram seduta in trono.

## La Via Crucis

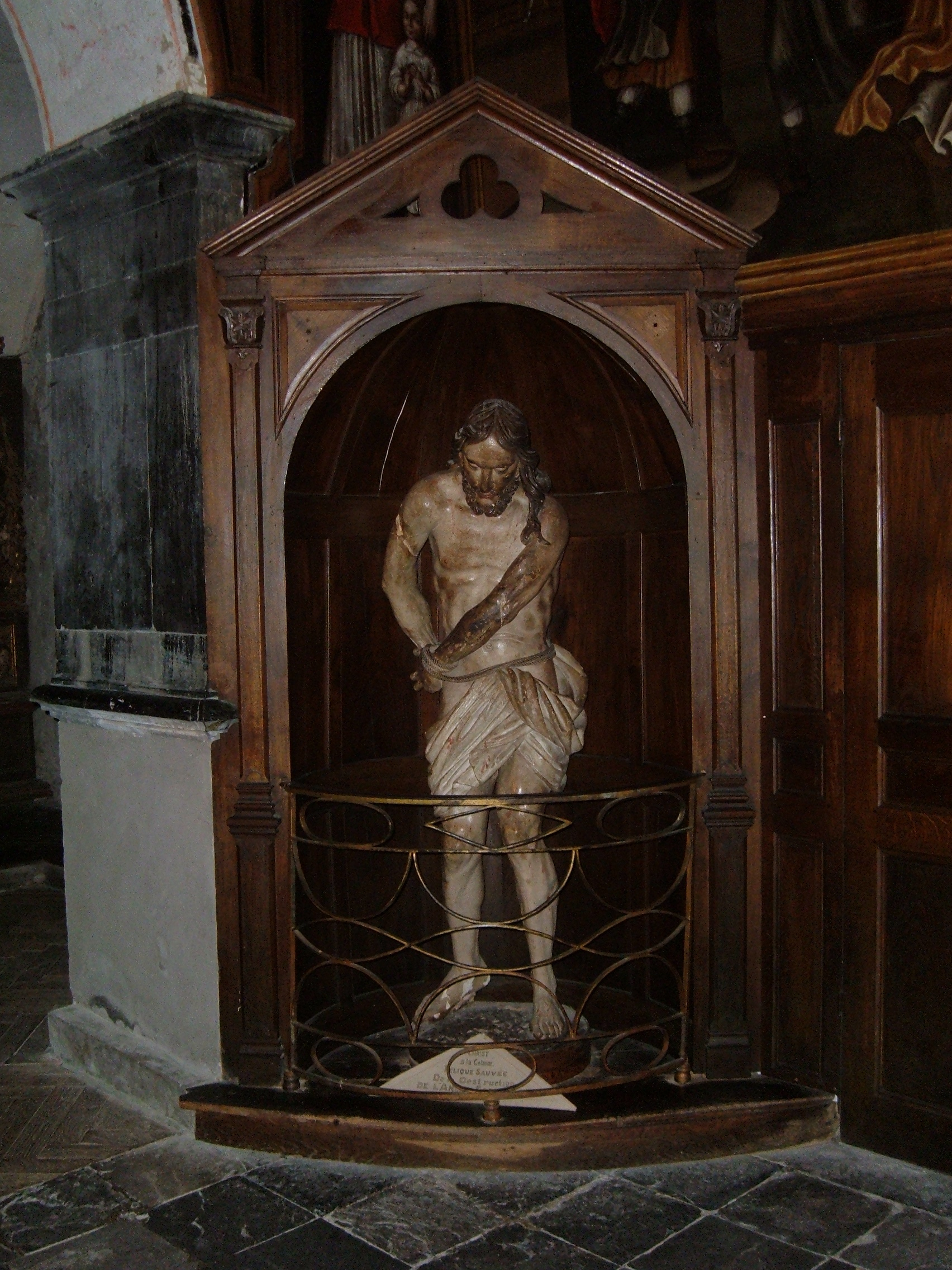
Cristo alla colonna, statua lignea dell'antica Via Crucis

Sul versante della collina che sovrasta il Santuario (lato opposto al fiume) si snoda il percorso di una Via Crucis costituita da 15 cappelle, ciascuna relativa ad una Stazione, la prima delle quali sorge a fianco della cappella Notre-Dame.
Questa Via Crucis monumentale ebbe inizio il venerdì santo del 1623, quando tre grandi croci furono piantate in cima alla collina: all'inizio le stazioni erano solo quattro, e le fonti ne attestano sette nel 1720. Tutto fu distrutto in occasione della rivoluzione francese nel marzo 1794: si salvò dalla distruzione solo una statua lignea raffigurante Cristo alla colonna, oggi conservata all'interno del santuario.
Nel XIX secolo Michele Garicoïts prese l'iniziativa di ricostruire il Calvario e la Via Crucis, avvalendosi di un giovane artista francese, Alessandro Renoir, autore anche della statua della Madonna interna al Santuario. L'opera, iniziata nel 1840, fu portata a termine ed inaugurata solennemente il 14 settembre 1873, alla presenza, dicono le fonti di allora, di trentamila persone.

### Galleria d'immagini della Via Crucis

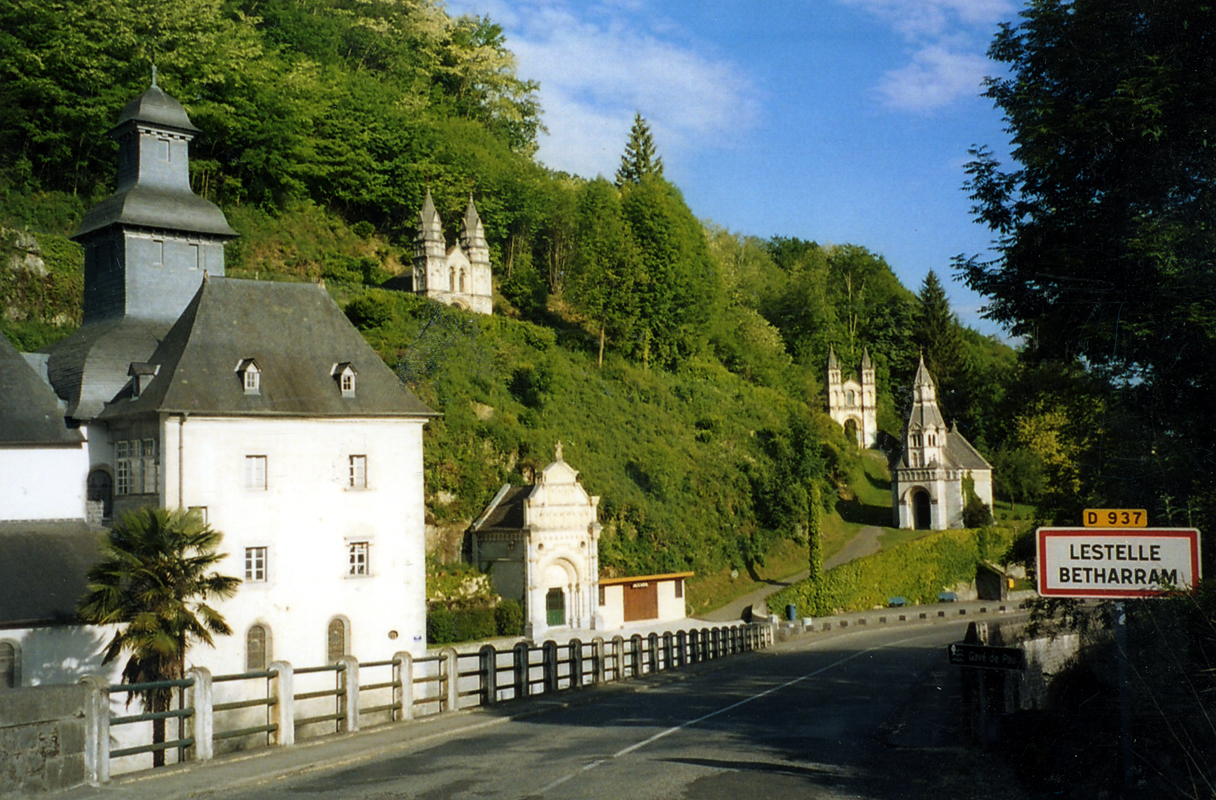
Fianco destro del Santuario e prime quattro stazioni della Via Crucis monumentale
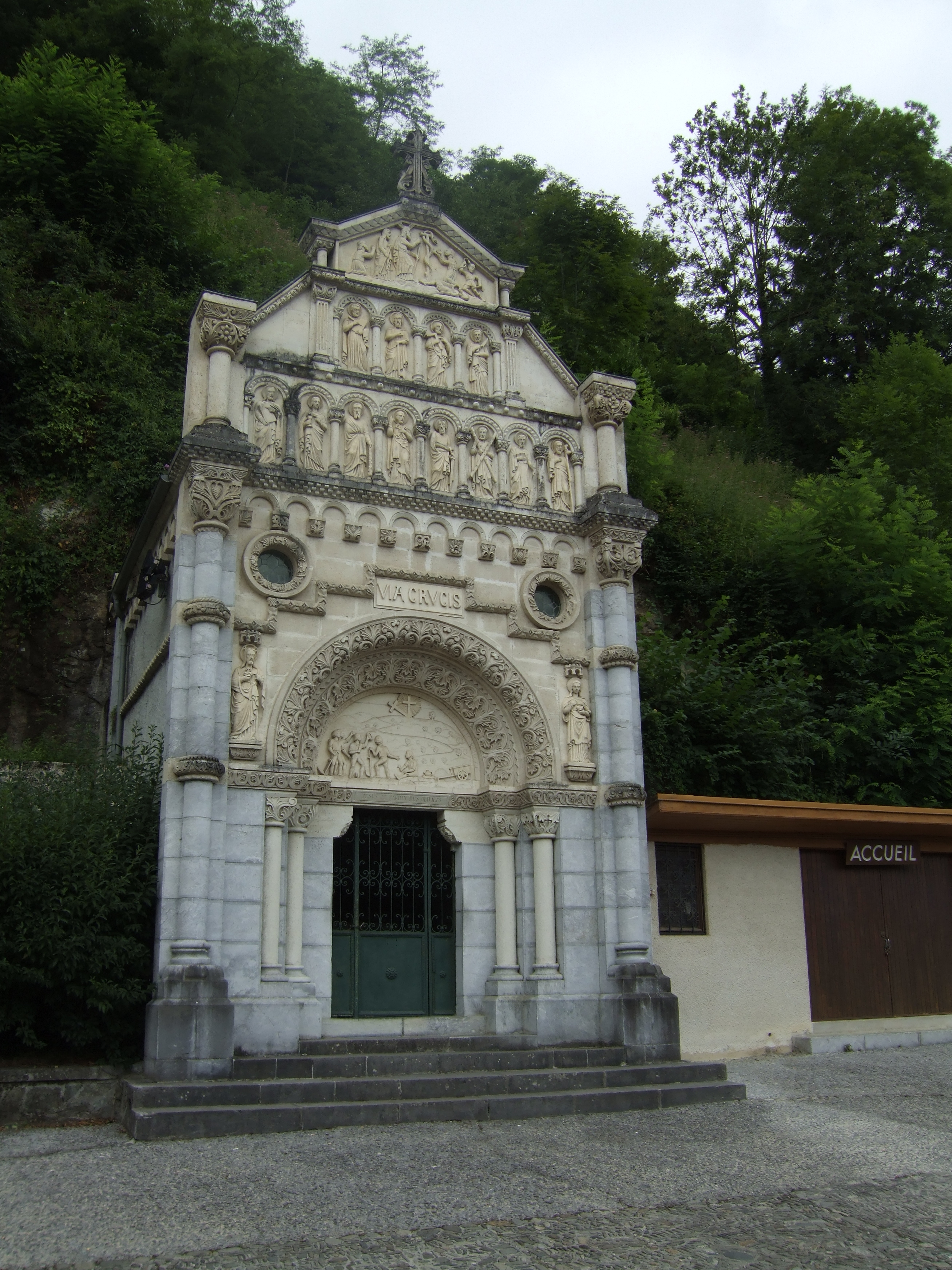
Prima stazione (Giardino degli Ulivi)
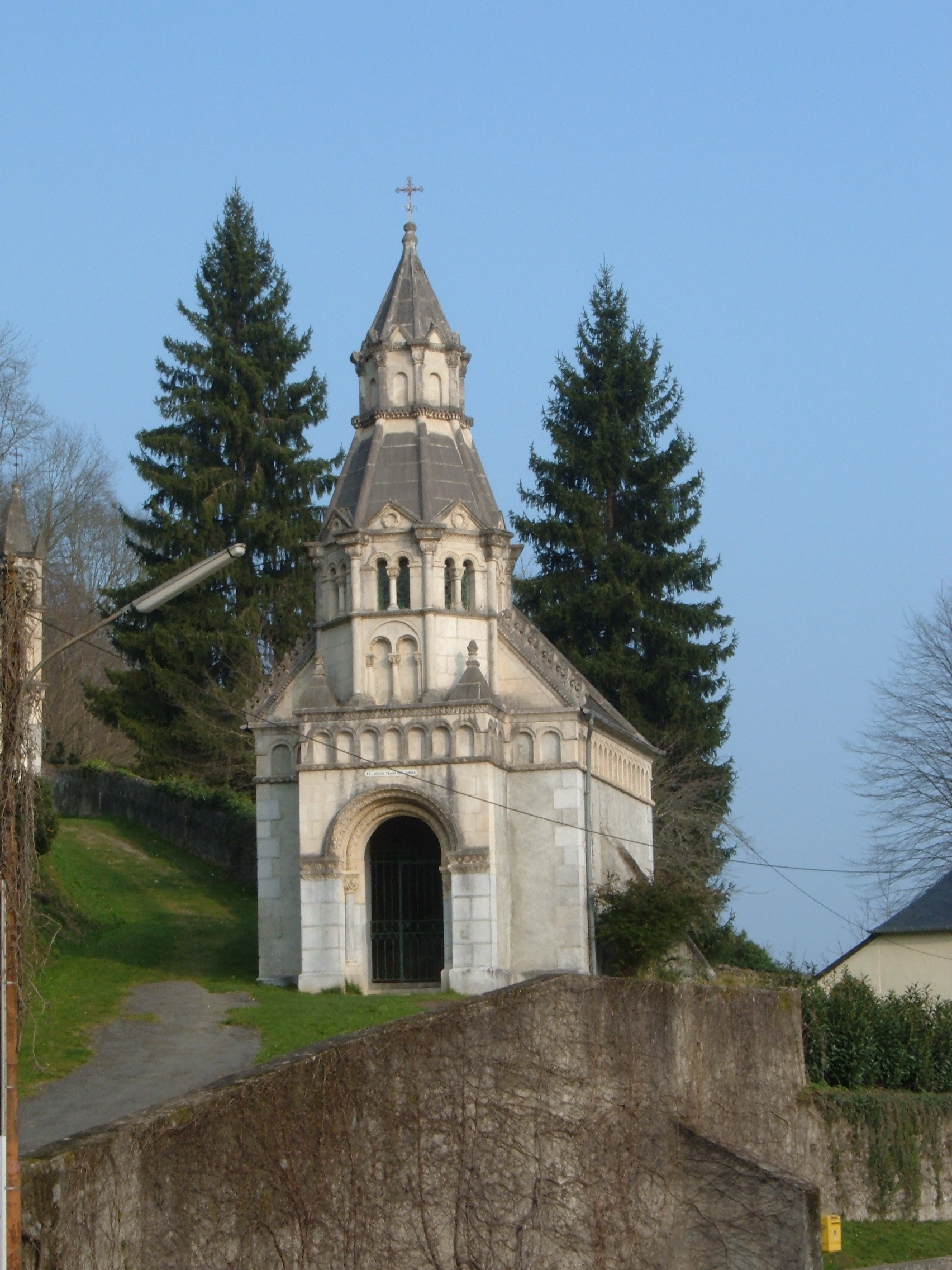
Seconda stazione (Giuda)
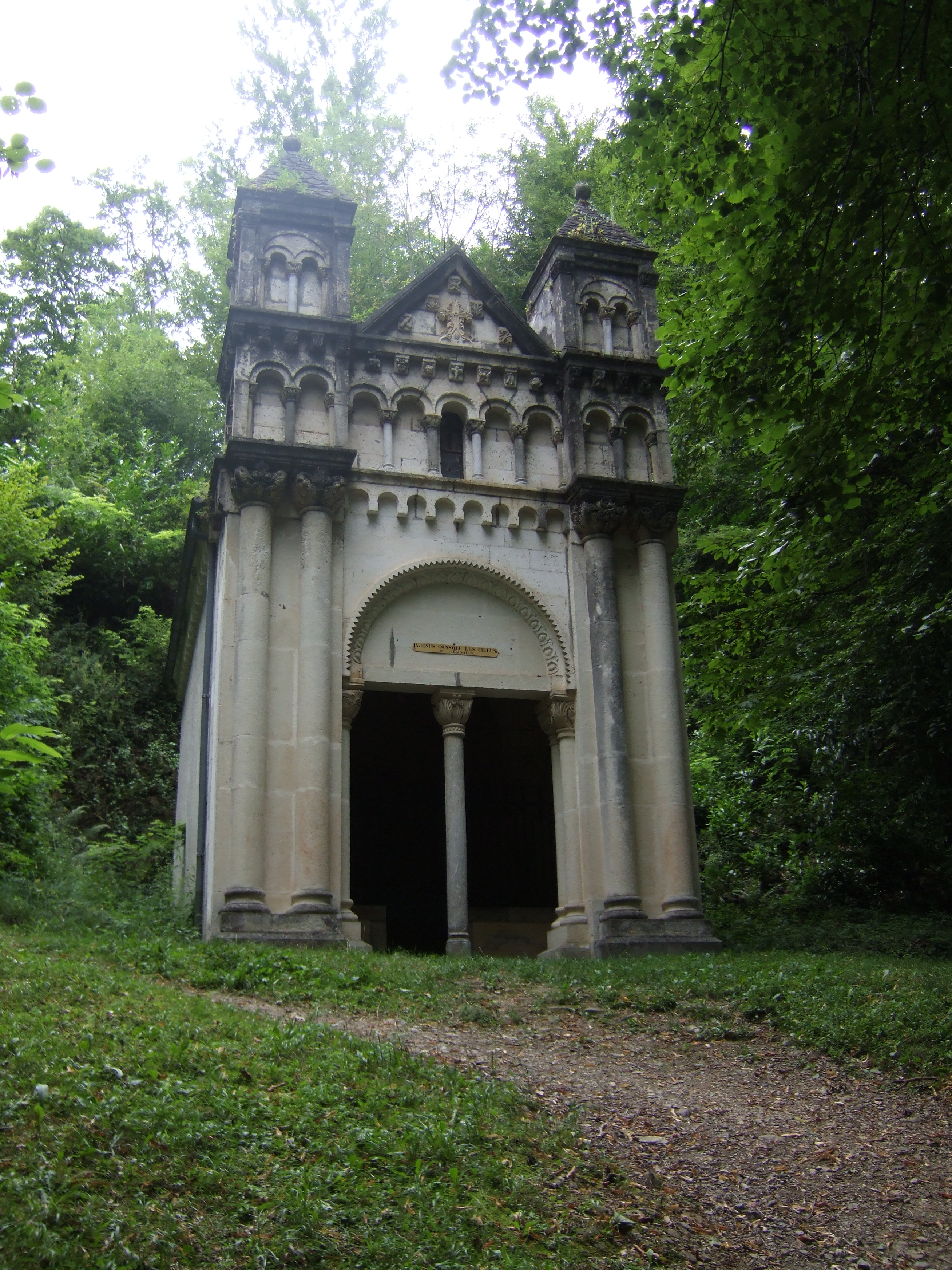
Nona stazione (Passava un gruppo di donne)
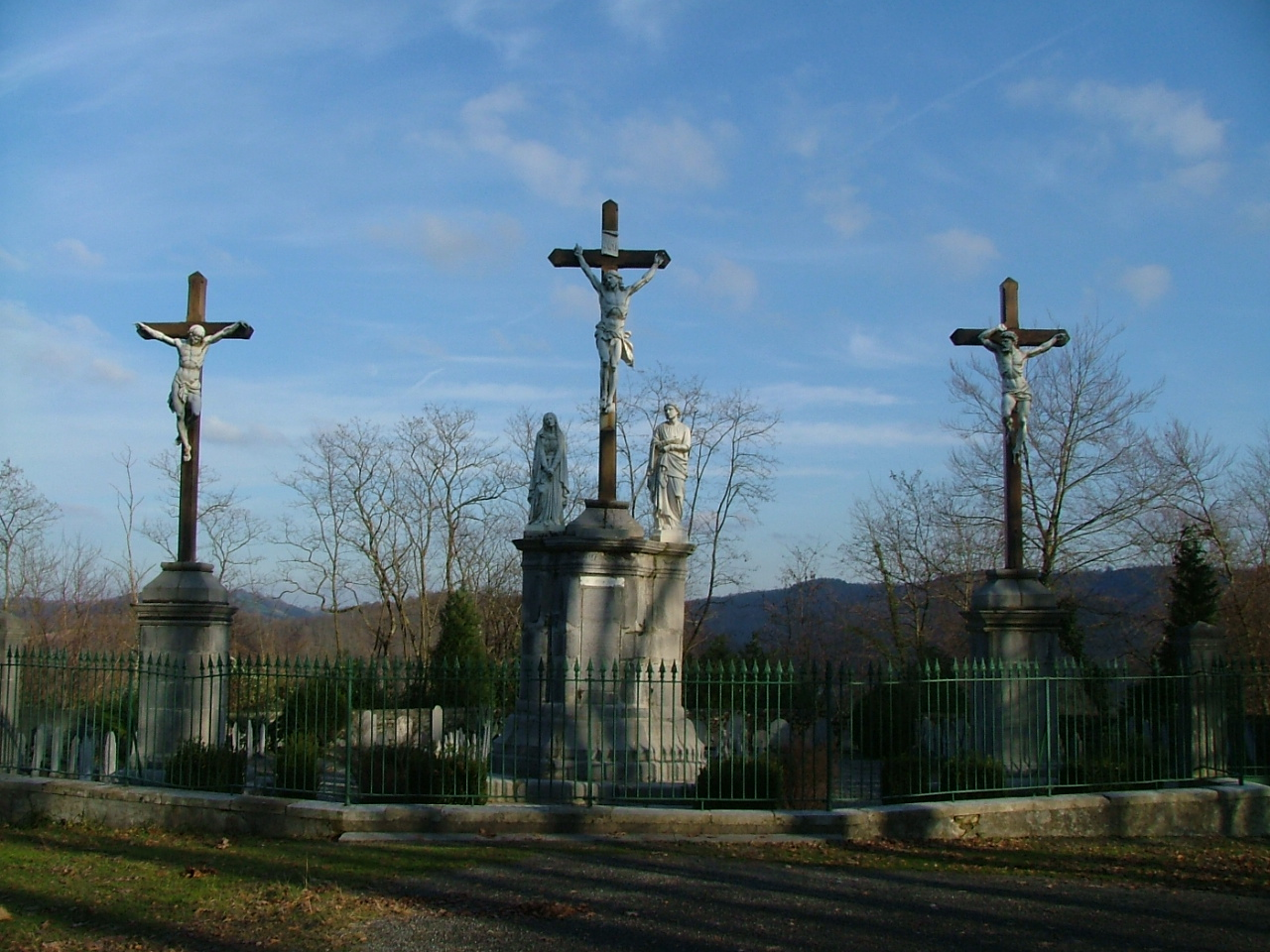
Il Calvario
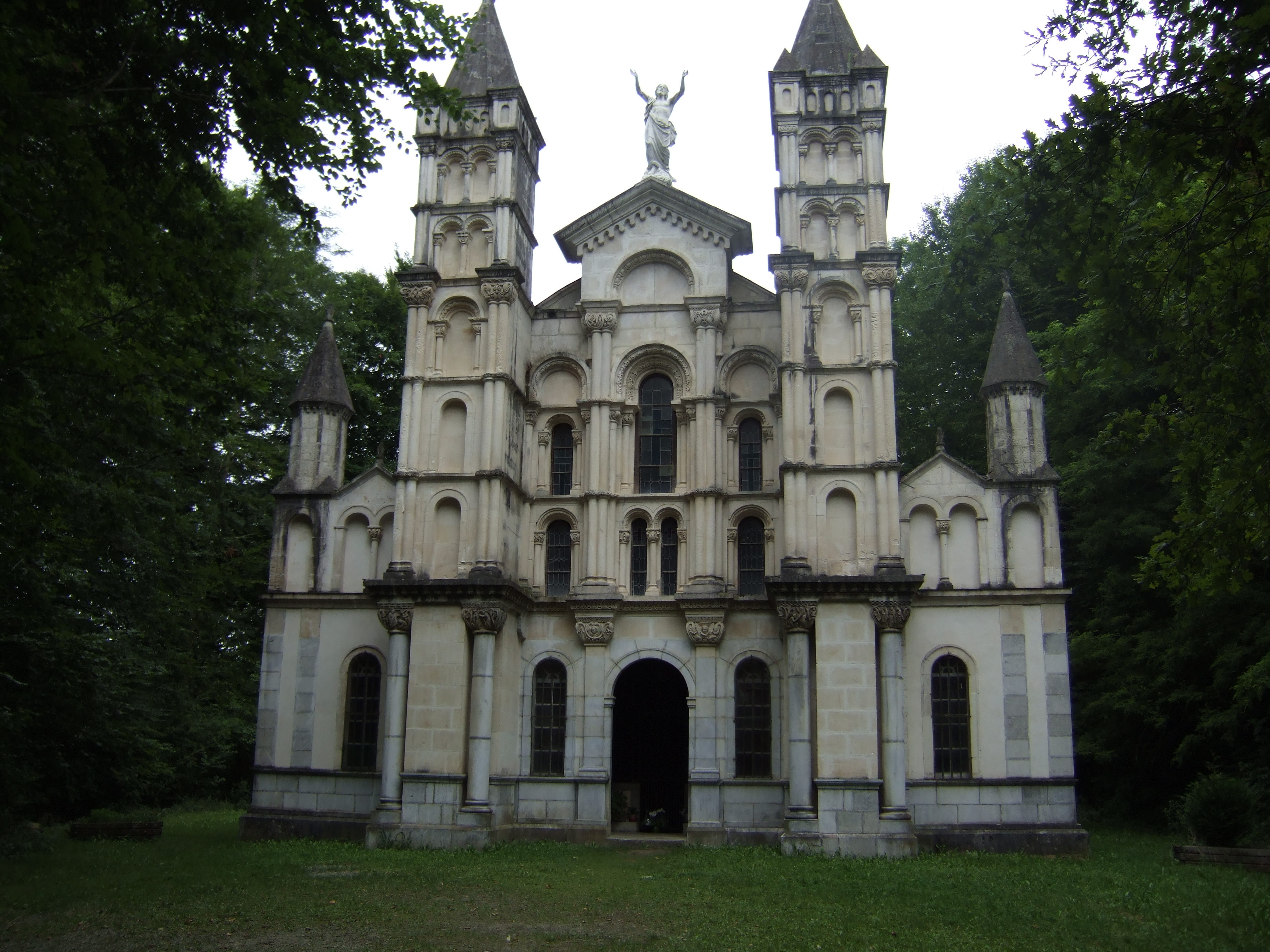
Quindicesima stazione (Resurrezione)